# القاعدة (الشاهل)

تعديل مصدري - تعديل

القاعدة هي إحدى قرى عزلة الامرور بمديرية الشاهل التابعة لمحافظة حجة، بلغ تعداد سكانها 426 نسمة حسب تعداد اليمن لعام 2004.